# Frépillon
Frépillon egy község Franciaországban. Lakosainak száma 3327 fő (2022. január 1.).

## Földrajza
Frépillon Villiers-Adam, Bessancourt, Méry-sur-Oise és Taverny községekkel határos.